# Rudolf Kozenkow
Rudolf Kostiantynowycz Kozenkow, ukr. Рудольф Костянтинович Козенков, ros. Рудольф Константинович Козенков, Rudolf Konstantinowicz Kozienkow (ur. 22 marca 1936 w Kujbyszewie, Rosyjska FSRR, zm. w sierpniu 2019) – ukraiński piłkarz pochodzenia rosyjskiego, grający na pozycji obrońcy lub pomocnika, trener piłkarski.

## Kariera piłkarska
Wychowanek sekcji piłkarskiej Zakładu im. Tarasowa w Kujbyszewie. W 1954 grał w juniorskiej drużynie Krylja Sowietow Kujbyszew. W 1957 rozpoczął karierę piłkarską w wojskowym klubie OSK Kijów. Po zwolnieniu z wojska w 1959 został piłkarzem Krylji Sowietow Kujbyszew. Nie mając stałego miejsca w podstawowym składzie w 1961 przeniósł się do Chimika Siewierodonieck. W 1963 przeszedł do Kołhospnyka Czerkasy, w którym pełnił funkcje kapitana drużyny. W jednym z meczów mistrzostw jemu złamali nogę, przez co był zmuszony zakończyć karierę piłkarza. Po przerwie związanej z rehabilitacją, kontynuował występy w składzie amatorskiego zespołu Łokomotyw Smiła.

## Kariera trenerska
Karierę szkoleniowca rozpoczął po zakończeniu kariery piłkarza. Najpierw od 1964 pracował w Szkole Sportowej w m.Smiła, a potem do 1977 w Szkole Sportowej nr 1 w Czerkasach. W 1977 dołączył do sztabu szkoleniowego Dnipra Czerkasy. W latach 1979–1981 trenował zakładową drużynę fabryki Chimwołokno, po czym powrócił do sztabu szkoleniowego Dnipra, gdzie pracował na stanowisku asystenta trenera i dyrektora technicznego. W końcu 1983 po odejściu głównego trenera Wiktora Żylina również opuścił czerkaski klub. Następnie powrócił do szkolenia dzieci w Szkole Sportowej Dnipro-80. W maju 1989 został mianowany na stanowisko głównego trenera Dnipra Czerkasy, którym kierował do sierpnia 1990. Potem ponownie szkolił dzieci w Szkole Sportowej w Czerkasach.